# Stenopogon nigriventris
Stenopogon nigriventris là một loài ruồi trong họ Asilidae. Stenopogon nigriventris được Loew miêu tả năm 1868. Loài này phân bố ở vùng Cổ Bắc giới.